# Эллис, Вивиан
Вивиан Джон Герман Эллис (англ. Vivian John Herman Ellis; 29 октября 1903 — 19 июня 1996) — английский композитор, автор музыки к мюзиклам. Наиболее известен песней «Spread a Little Happiness» из мюзикла Mr. Cinders (1928) и мелодией «Coronation Scot», посвящённой поезду-экспрессу.

## Биография
Родился в Хампстеде (Лондон) в 1903 году. Образование получил в Челтнемском колледже. Музыкальную карьеру начал как концертный пианист, но вскоре переключился на сочинение музыки и либретто. Бабушка Эллиса, Джулия Вульф, также была пианисткой и автором оперы «Карина». В начале 1920-х годов популярность получила песня в стиле фокстрота «Over My Shoulder». Успех помог получить заказы на музыку к нескольким ревю. Следующим хитом Эллиса стала песня «Йельский блюз», которая превратилась в танец «Йель», ставший в 1927 году повальным увлечением публики как в Великобритании, так и в Европе и США.
Известность в театральном сообществе Вест-Энда Эллису принесла музыка к многочисленным мюзиклам, игравшихся на сцене с 1925 по 1958 год. Эллис доминировал в музыкальном театре 1930-х годов, ежегодно выпуская до трёх спектаклей в год. Несмотря на то, что музыка Эллиса была приятной и запоминающейся, на пластинки она записывалась редко, заметными исключениями стали «I'm on a See-Saw» в исполнении Фэтса Уоллера и «This is My Lovely Day» в исполнении Лизбет Уэбб и Жоржа Гуэтри. Из-за этого слава композитора угасла вместе с последней лондонской постановкой. Несколько песен Эллиса звучали в британских фильмах 1930-х годов.
Последний полноформатный мюзикл Эллиса, Half in Earnest, был поставлен в 1958 году. Следующие несколько леи Эллис писал музыку к ревю, а затем занялся литературой, опубликовав серию юмористических книг, таких как How To Enjoy Your Operation.
Эллис был президентом Общества исполнителей, и в 1984 году общество учредило ежегодную премию, названную в его честь для поощрения молодых композиторов и авторов текстов к сочинениям для музыкального театра. Эллис давал всем авторам один и тот же совет: «Пишите хотя бы одну хитовую песню для каждого мюзикла, который создаёте». Некоторые авторов, проявивших себя в конкурсе, добились успеха, в том числе Чарльз Харт, написавшего слова песен «Призрака оперы», и Филип Глассбороу, написавший музыку и слова мюзикла The Great Big Radio Show!.
Интерес к творчеству Эллиса возродился в 1980-е годы, когда в лондонском театре «Кингс Хед» был вновь поставлен мюзикл 1929 года Mr. Cinders (с популярной песней «Spread a Little Happiness»). Исполненная Стингом, она попала в чарты после ироничного использования в фильме Brimstone and Treacle (1982). Песня «This is My Lovely Day» также появилась в кинокомедии Джона Клиза Clockwise (1986).
Произведение Эллиса «Alpine Pastures» использовалось в заставке радиопередачи BBC My Word!, а лёгкая оркестровая пьеса Coronation Scot, посвящённая одноимённому поезду-экспрессу, стала главной темой радиосериала Paul Temple. Ритм поезда, звучащий в пьесе, композитор услышал в поездках из дома в Селуорти, графство Соммерсет, в Лондон и обратно. Впервые Coronation Scot была записана для Chappell Recorded Music Library в аранжировке Сесила Милнера в исполнении Queen's Hall Light Orchestra под управлением Чарльза Уильямса.
В 1953 году Эллис опубликовал автобиографию, которую озаглавил I'm on a See-Saw — так же, как свою популярную песню из мюзикла Jill Darling.
В июне 1984 году Эллис был удостоен звания командора ордена Британской империи.
В декабре 2008 года в театре «Кингс Хед» состоялась мировая премьера мюзикла Godiva, написанного Эллисом в 1950-е годы на либретто Гая Болтона и ранее не ставившегося.

## Произведения

### Довоенные мюзиклы
- By-the-Way (1925)
- Mercenary Mary (1925) — только в Великобритании
- Still Dancing (1925)
- Kid Boots (1926) — только в Великобритании
- Blue Skies (1927)
- Clowns in Clover (ревю, 1927) — только в Великобритании
- The Girl Friend (1927) — только в Великобритании
- Will o' the Whisper (1928)
- Mr. Cinders (1929)
- The House That Jack Built (1929)
- Follow a Star (1930)
- Little Tommy Tucker (1930)
- Blue Roses (1931)
- Stand Up & Sing (1931)
- Song of the Drum (1931) — совместно с Германом Финком
- Out of the Bottle (1932)
- Please (1933)
- Jill Darling (1933)
- Streamline (1934)
- The Town Talks (ревю, 1936)
- Going Places (ревю, 1936)
- Floodlight (ревю, 1937)
- Hide & Seek (1937)
- The Fleets Lit Up (1938)
- Running Riot (1938)

### Послевоенные мюзиклы
- Big Ben (1946)
- Bless the Bride (1947)
- Tough at the Top (1949)
- And So To Bed (1951)
- Over the Moon (1953)
- Listen to the Wind (1954)
- The Water Gipsies (1955)
- Half in Earnest (1958)

### Избранные песни
- «Over My Shoulder»
- «The Yale Blues» (1927)
- «I'm on a See Saw»
- «Piccadilly» (1944)
- «She's My Lovely»
- «Spread a Little Happiness»
- «This is My Lovely Day»
- «Ma Belle Marguerite»